# Klinikum Esslingen
Das Klinikum Esslingen ist ein Krankenhaus der Zentralversorgung in Esslingen am Neckar, Baden-Württemberg, mit 662 Betten und jährlich rund 28.000 stationären Patienten und rund 112.000 ambulanten Patienten. Das Klinikum Esslingen ist ein akademisches Lehrkrankenhaus der Eberhard Karls Universität Tübingen und Träger einer Schule für Pflegeberufe. Das Klinikum Esslingen ist ein Unternehmen der Stadt Esslingen am Neckar in der Rechtsform einer gGmbH.

## Allgemeine Informationen
Das Klinikum umfasst 12 Fachkliniken
- Klinik für Allgemein- und Viszeralchirurgie, Chefarzt Ludger Staib
- Klinik für Allgemeine Innere Medizin, Onkologie/Hämatologie, Gastroenterologie und Infektiologie, Chefarzt Henning Wege
- Klinik für Anästhesiologie und operative Intensivmedizin, Chefarzt Alexander Koch
- Klinik für Frauenheilkunde und Geburtshilfe, Chefarzt Alexander Hein
- Klinik für Gefäßchirurgie, Chefarzt Serdar Demirel
- Klinik für Thoraxchirurgie, Chefarzt Thomas Kyriss
- Klinik für Kardiologie, Angiologie und Pneumologie, Chefarzt Tillman Dahme
- Klinik für Kinder und Jugendliche, Chefarzt Christian von Schnakenburg
- Klinik für Kinder- und Jugendpsychiatrie, Psychosomatik und Psychotherapie, Chefarzt Gunter Joas
- Klinik für Neurologie und klinische Neurophysiologie, Chefarzt Matthias Reinhard
- Klinik für Psychosomatische Medizin und Psychotherapie, Chefarzt Björn Nolting
- Klinik für diagnostische und interventionelle Radiologie und Nuklearmedizin, Chefarzt Stefan Krämer
- Klinik für Unfallchirurgie und Orthopädie, Chefarzt Peter Richter

Kompetenzzentren
- Adipositaszentrum
- Ambulantes OP-Zentrum
- Beckenbodenzentrum
- Brustzentrum
- Darmzentrum
- Endometrioseklinik
- Endoskopiezentrum
- Endoprothetikzentrum
- Ernährungsmedizin Esslingen
- Sozialpädiatrisches Zentrum
- Gefäßzentrum
- Mutter-Kind-Zentrum / Perinatalzentrum
- Regionales Traumazentrum
- Zentrum für Altersmedizin
- Zentrum für Notfallmedizin
- Zentrum für Notfalltraining (TNT)
- Zentrum für Wirbelsäulentherapie
- Cancer Center Esslingen CCE
  - Darmzentrum Esslingen DZE
  - Brustzentrum Esslingen BZE
  - Thoraxzentrum Südwest
  - Gynäkologisches Tumorzentrum Esslingen GTZE
  - Pankreaszentrum PZE
  - Hämatoonkologisches Zentrum HZE
  - Leberzentrum Esslingen LZE
  - Ambulantes Therapiezentrum
  - Brückenpflege STELLA Care
  - Patienteninformationszentrum (PIZ)

Medizinische Versorgungszentren (MVZ)
- MVZ Gastroenterologie
- MVZ Onkologische Schwerpunktpraxis
- MVZ Kinder- und Jugendpsychiatrie
- MVZ Neurologie
- MVZ Gynäkologie
- Hausarztpraxis im Praxis-Verbund KE
- MVZ Strahlentherapie und Radioonkologie
- MVZ Kardiologie

und weitere sonstige Einrichtungen
- Apotheke
- Chest Pain Unit
- Geriatrischer Schwerpunkt
- Institut für Pathologie
- Nephrologischer Schwerpunkt
- Palliativstation
- Onkologischer Schwerpunkt
- Therapieabteilung (Physiotherapie Ergotherapie und Logopädie)
- Zentrale Notaufnahme
- Zentrallabor

## Zahlen und Fakten
Das Krankenhaus der Zentralversorgung hat eine Bettenkapazität von 662 Betten, davon 13 chirurgische, 9 internistische Intensivbetten und 2 Intermediate-care-Betten sowie 10 pädiatrische Intensivbetten.
Am Klinikum Esslingen arbeiten rund 1.900 Mitarbeiter, davon 287 Ärzte, 678 Pflegedienstkräfte, 416 Funktionsdienstkräfte sowie rund 120 Auszubildende.
Es werden pro Jahr etwa 28.000 Patienten stationär aufgenommen und weitere 112.000 Patienten ambulant behandelt. Das Krankenhaus führt jährlich etwa 9.190 Operationen durch. Die Verweildauer der Patienten beträgt durchschnittlich 6,5 Tage.
Das Unternehmen verfügt über einen Linearbeschleuniger, einen Computertomograph, einen Kernspintomograph, drei Linksherzkathetermessplätze, eine Digital-Subtraktions-Angiographieanlage und zwei Gamma-Kameras.
Schwerpunkte der Tätigkeit sind Herz-Kreislauf-Erkrankungen, Magen-Darm-Erkrankungen, Tumorerkrankungen, Chirurgie, Neurologie mit Schlaganfalleinheit (Stroke Unit), Orthopädie und Unfallchirurgie, Psychosomatik, Gynäkologie, Pädiatrie und Perinatologie.

## Geschichte
Bis in das Jahr 1200 sind Ansätze des Esslinger Krankenhauswesens zu finden. Auf dem heutigen Marktplatz stand bis 1800 das Esslinger St.-Katharinen-Hospital. Durch das rasche Anwachsen der Bevölkerung, wurde 1859 eine Stiftung ins Leben gerufen. Im Juli 1862 wurde das Krankenhaus, mit dem Namen „Privat-Krankenhaus-Stiftung“ an der Ebershaldenstraße (heutiger Stadthallenbereich) eröffnet. Die Stadt Esslingen beteiligte sich schon damals an diesem Vorhaben. Das Krankenhaus hatte den Charakter einer unter Aufsicht des Gemeinderats stehenden öffentlichen Krankenanstalt.
Ende 1868 übernahm die Stadt Esslingen die Krankenanstalt. Der Sinn und Zweck dieser Krankenanstalt war „die Heilung und vollständige Verpflegung der Kranken“. Kurz nach der Entdeckung der Röntgenstrahlen wurde die Krankenanstalt 1901 als eines der ersten Krankenhäuser in Deutschland mit einem Röntgengerät ausgestattet. Die Bettenanzahl betrug 1906 bereits 75 Betten.
1926 wurde ein Krankenhausneubau beschlossen, dieser wurde im Gebiet „Hirschlandkopf“ gebaut. Im Jahr 1930 wurde der Neubau vollendet und eröffnet. Der damalige Krankenhausbereich ist Ursprung des heutigen Krankenhauskomplexes. Ein Generalbebauungsplan, der alle bis Ende der 70er Jahre erstellten und geplanten Neubauten und die bis dahin vorhandenen Gebäude beinhaltete, wurde 1961 beschlossen.
Im Klinikum Esslingen gibt es drei Fördervereine, die sich für das Wohl der Patienten einsetzen. Das sind die Fördervereine „proklinikum - Förderverein Klinikum Esslingen e.V.“, „Herzklopfen e.V.“ und „Zahngold für Kinder“.
Zum Klinikum Esslingen gehören 19 Gebäude, in denen 12 Fachkliniken und Stationen, Veranstaltungs- und Konferenzräume, Wohnheim, Verwaltung, Casino und Cafeteria untergebracht sind.